# Струков Ананій Петрович
Ананій Петрович Струков (16 березня 1851, Катеринослав, нині Дніпро — 13 квітня 1922, Софія) — катеринославський поміщик, маршалок шляхти Катеринославської губернії.

## Походження
Ананій Струков народився 16 березня 1851 року в селі Вищетарасівка Катеринославського повіту Катеринославської губернії (тепер Нікопольський район Дніпропетровської області) у дворянській родині генерал-майора Струкова Петра Ананійовича і Арбузової Анни Олексіївни.

## Життєпис
- 1875 — закінчив Санкт-Петербурзький університет зі ступенем кандидата прав у чині колезького секретара.
- 1877 — на фронті Російсько-турецької війни.
- 1877 — затверджений почесним мировим суддею Новомосковського повіту.
- 1886 — почесний мировий суддя Катеринославського повіту.
- 1886–1902 — маршалок шляхти Катеринославської губернії.
- 1889 — камергер Двору Його Імператорської Високості.
- 1895 — дійсний статський радник.
- 1913 — голова Постійної Ради ІХ з'їзду об'єднаного дворянства.
- 1917 — емігрував з Росії.
- 1922 — помер у Софії (Болгарія).

## Сім'я
- Дружина: Ольга Олександрівна В'яземська (1864–1943).
- Діти: Петро, Ксенія, Олександр, Олександра